# Coppa del Brasile 2022 (calcio)
La Coppa del Brasile 2022 (in portoghese: Copa do Brasil 2022) è stata la 34ª edizione della Coppa del Brasile. Il Flamengo ha vinto il trofeo per la quarta volta nella sua storia, dopo aver sconfitto in finale il Corinthians dopo i tiri di rigore.

## Formula
A contendersi il trofeo sono state 92 squadre. Le prime nove classificate della Série A (inclusa la vincente della Coppa Libertadores), il vincitore della Copa do Nordeste, della Copa Verde e della Série B hanno iniziato il torneo partendo dal terzo turno. Tutte le altre, invece, sono partite dal primo turno.

## Partecipanti
Sono in grassetto le formazioni che partiranno dal terzo turno.
| Stato               | Squadra (Città)                       | Motivo qualificazione                                                                             |
| ------------------- | ------------------------------------- | ------------------------------------------------------------------------------------------------- |
| Acre                | Rio Branco-AC (Rio Branco)            | Vincitore del Campionato Acriano 2021                                                             |
| Acre                | Humaitá-AC (Porto Acre)               | 2° nel Campionato Acriano 2021                                                                    |
| Alagoas             | CSA (Maceió)                          | Vincitore del Campionato Alagoano 2021                                                            |
| Alagoas             | CRB (Maceió)                          | 2° nel Campionato Alagoano 2021                                                                   |
| Alagoas             | ASA (Murici)                          | Vincitore dei play-off Copa do Brasil                                                             |
| Amapá               | Trem (Macapá)                         | Vincitore del Campionato Amapaense 2021                                                           |
| Amazonas            | Manaus (Manaus)                       | Vincitore del Campionato Amazonense 2021                                                          |
| Amazonas            | São Raimundo-AM (Manaus)              | 2° nel Campionato Amazonense 2021                                                                 |
| Bahia               | Bahia (Salvador)                      | Vincitore della Copa do Nordeste 2021.                                                            |
| Bahia               | Atlético de Alagoinhas (Alagoinhas)   | Vincitore del Campionato Baiano 2021                                                              |
| Bahia               | Bahia de Feira (Feira de Santana)     | 2° nel Campionato Baiano 2021                                                                     |
| Bahia               | Juazeirense (Juazeiro)                | 3° nel Campionato Baiano 2021                                                                     |
| Bahia               | Vitória (Salvador)                    | 3ª migliore squadra del ranking CBF a non essersi qualificata                                     |
| Ceará               | Fortaleza (Fortaleza)                 | 4º classificato nel Campeonato Brasileiro Série A 2021                                            |
| Ceará               | Ceará (Fortaleza)                     | 2º del Campionato Cearense 2021                                                                   |
| Ceará               | Ferroviário-CE (Fortaleza)            | Vincitore del primo turno del Campionato Cearense 2021                                            |
| Ceará               | Icasa (Juazeiro do Norte)             | Vincitore della Copa Fares Lopes 2021                                                             |
| Distretto Federale  | Brasiliense (Taguatinga)              | Vincitore del Campionato Brasiliense 2021                                                         |
| Distretto Federale  | Ceilândia (Ceilândia)                 | 2º nel Campionato Brasiliense 2021                                                                |
| Espírito Santo      | Real Noroeste (Águia Branca)          | Vincitore del Campionato Capixaba 2021                                                            |
| Espírito Santo      | Nova Venécia (Nova Venécia)           | Vincitore della Copa Espírito Santo 2021                                                          |
| Goiás               | Grêmio Anápolis (Anápolis)            | Vincitore del Campionato Goiano 2021                                                              |
| Goiás               | Vila Nova (Goiânia)                   | 2° nel Campionato Goiano 2021                                                                     |
| Goiás               | Atl. Goianiense (Goiânia)             | 3° nel Campionato Goiano 2021                                                                     |
| Goiás               | Goiás (Goiânia)                       | 2ª migliore squadra del ranking CBF a non essersi qualificata                                     |
| Maranhão            | Sampaio Corrêa (São Luís)             | Vincitore del Campionato Maranhense 2021                                                          |
| Maranhão            | Moto Club (São Luís)                  | 2° nel Campionato Maranhense 2021                                                                 |
| Maranhão            | Tuntum (Tuntum)                       | Vincitore della Copa Federação Maranhense 2021                                                    |
| Mato Grosso         | Cuiabá (Cuiabá)                       | Vincitore Campionato Mato-Grossense 2021                                                          |
| Mato Grosso         | CEOV (Várzea Grande)                  | 2° nel Campionato Mato-Grossense 2021                                                             |
| Mato Grosso         | União Rondonópolis (Rondonópolis)     | Vincitore della Copa FMF 2021                                                                     |
| Mato Grosso do Sul  | Costa Rica (Costa Rica)               | Vincitore del Campionato Sul-Mato-Grossense 2021                                                  |
| Minas Gerais        | Atlético Mineiro (Belo Horizonte)     | Vincitore della Coppa del Brasile                                                                 |
| Minas Gerais        | América-MG (Belo Horizonte)           | 8º classificato nel Campeonato Brasileiro Série A 2021                                            |
| Minas Gerais        | Tombense (Tombos)                     | 3° nel Campionato Mineiro 2021                                                                    |
| Minas Gerais        | Cruzeiro (Belo Horizonte)             | 4° nel Campionato Mineiro 2021                                                                    |
| Minas Gerais        | Pouso Alegre (Pouso Alegre)           | Vincitore del Troféu Inconfidência 2021                                                           |
| Minas Gerais        | URT (Patos de Minas)                  | 2º nel Troféu Inconfidência 2021                                                                  |
| Pará                | Remo (Belém)                          | Vincitore della Copa Verde 2021                                                                   |
| Pará                | Paysandu (Belém)                      | Vincitore del Campionato Paraense 2021                                                            |
| Pará                | Tuna Luso (Belém)                     | 2° nel Campionato Paraense 2021                                                                   |
| Pará                | Castanhal (Castanhal)                 | 4° nel Campionato Paraense 2021                                                                   |
| Paraíba             | Campinense (Campina Grande)           | Vincitore del Campionato Paraibano 2021                                                           |
| Paraíba             | Sousa (Sousa)                         | 2° nel Campionato Paraibano 2021                                                                  |
| Paraná              | Athl. Paranaense (Curitiba)           | Vincitore della Coppa Sudamericana 2021                                                           |
| Paraná              | Londrina (Londrina)                   | Vincitore del Campionato Paranaense 2021                                                          |
| Paraná              | FC Cascavel (Cascavel)                | 2° nel Campionato Paranaense 2021                                                                 |
| Paraná              | Operário-PR (Ponta Grossa)            | 3° nel Campionato Paranaense 2021                                                                 |
| Paraná              | Azuriz (Marmeleiro)                   | 5° nel Campionato Paranaense 2021                                                                 |
| Paraná              | Coritiba (Curitiba)                   | 4ª migliore squadra del ranking CBF a non essersi qualificata                                     |
| Paraná              | Paraná (Curitiba)                     | 6ª migliore squadra del ranking CBF a non essersi qualificata                                     |
| Pernambuco          | Náutico (Recife)                      | Vincitore del Campionato Pernambucano 2021                                                        |
| Pernambuco          | Sport Recife (Recife)                 | 2° nel Campionato Pernambucano 2021                                                               |
| Pernambuco          | Salgueiro (Salgueiro)                 | Migliore classificata della prima fase del Campionato Pernambucano 2021 a non essersi qualificata |
| Piauí               | Altos (Altos)                         | Vincitore del Campionato Piauiense 2021                                                           |
| Piauí               | Fluminense-PI (Teresina)              | 2° nel Campionato Piauiense 2021                                                                  |
| Rio de Janeiro      | Flamengo (Rio de Janeiro)             | 2º nel Campeonato Brasileiro Série A 2021                                                         |
| Rio de Janeiro      | Fluminense (Rio de Janeiro)           | 7º classificato nel Campeonato Brasileiro Série A 2021                                            |
| Rio de Janeiro      | Botafogo (Rio de Janeiro)             | Vincitore del Campeonato Brasileiro Série B 2021                                                  |
| Rio de Janeiro      | Portuguesa-RJ (Rio de Janeiro)        | 3° nel Campionato Carioca 2021                                                                    |
| Rio de Janeiro      | Volta Redonda (Volta Redonda)         | 4° nel Campionato Carioca 2021                                                                    |
| Rio de Janeiro      | Vasco da Gama (Rio de Janeiro)        | Vincitore della Taça Rio 2021                                                                     |
| Rio de Janeiro      | Nova Iguaçu (Rio de Janeiro)          | 7° nel Campionato Carioca 2021                                                                    |
| Rio de Janeiro      | Maricá (Rio de Janeiro)               | 2° nella Copa Rio 2021                                                                            |
| Rio Grande do Norte | Globo (Ceará-Mirim)                   | Vincitore del Campionato Potiguar 2021                                                            |
| Rio Grande do Norte | ABC (Natal)                           | 2° nel Campionato Potiguar 2021                                                                   |
| Rio Grande do Sul   | Grêmio (Porto Alegre)                 | Vincitore del Campionato Gaúcho 2021                                                              |
| Rio Grande do Sul   | Internacional (Porto Alegre)          | 2º nel Campionato Gaúcho 2021                                                                     |
| Rio Grande do Sul   | Juventude (Caxias do Sul)             | 3° nel Campionato Gaúcho 2021                                                                     |
| Rio Grande do Sul   | Glória (Vacaria)                      | Vincitore della Copa FGF                                                                          |
| Rio Grande do Sul   | Brasil de Pelotas (Pelotas)           | 9ª migliore squadra del ranking CBF a non essersi qualificata                                     |
| Rondônia            | Porto Velho (Porto Velho)             | Vincitore del Campionato Rondoniense 2021                                                         |
| Roraima             | São Raimundo-RR (Boa Vista)           | Vincitore del Campionato Roraimense 2021                                                          |
| San Paolo           | Palmeiras (San Paolo)                 | Vincitore della Coppa Libertadores 2021                                                           |
| San Paolo           | Corinthians (San Paolo)               | 5º classificato nel Campeonato Brasileiro Série A 2021                                            |
| San Paolo           | RB Bragantino (Bragança Paulista)     | 6º classificato nel Campeonato Brasileiro Série A 2021                                            |
| San Paolo           | San Paolo (San Paolo)                 | Vincitore del Campionato Paulista 2021                                                            |
| San Paolo           | Mirassol (Mirassol)                   | 4° nel Campionato Paulista 2021                                                                   |
| San Paolo           | Ferroviária (Araraquara)              | 6° nel Campionato Paulista 2021                                                                   |
| San Paolo           | Grêmio Novorizontino (Novo Horizonte) | Vincitore del Troféu do Interior 2021                                                             |
| San Paolo           | Botafogo-SP (Ribeirão Preto)          | Vincitore della Copa Paulista 2021                                                                |
| San Paolo           | Santos (Santos)                       | 1ª migliore squadra del ranking CBF a non essersi qualificata                                     |
| San Paolo           | Ponte Preta (Campinas)                | 5ª migliore squadra del ranking CBF a non essersi qualificata                                     |
| San Paolo           | Guarani (Campinas)                    | 7ª migliore squadra del ranking CBF a non essersi qualificata                                     |
| San Paolo           | Oeste (Barueri)                       | 10ª migliore squadra del ranking CBF a non essersi qualificata                                    |
| Santa Catarina      | Avaí (Florianópolis)                  | Vincitore del Campionato Catarinense 2021                                                         |
| Santa Catarina      | Chapecoense (Chapecó)                 | 2° nel Campionato Catarinense 2021                                                                |
| Santa Catarina      | Figueirense (Florianópolis)           | Vincitore della Copa Santa Catarina 2021                                                          |
| Santa Catarina      | Criciúma (Criciúma)                   | 8ª migliore squadra del ranking CBF a non essersi qualificata                                     |
| Sergipe             | Sergipe (Aracaju)                     | Vincitore del Campionato Sergipano 2021                                                           |
| Sergipe             | Lagarto (Lagarto)                     | 2° nel Campionato Sergipano 2021                                                                  |
| Tocantins           | Tocantinópolis (Tocantinópolis)       | Vincitore del Campionato Tocantinense 2021                                                        |

## Primo turno

### Sorteggio
Gli accoppiamenti sono stati determinati tramite sorteggio il 17 gennaio 2022 nella sede centrale della CBF a Rio de Janeiro. Le squadre sono state divise in otto urne (da A a H) in base alla posizione occupata nel Ranking CBF (a parità di posizione nel Ranking Nacional de Clubes viene considerata la miglior posizione delle federazione statale di appartenenza nel Ranking Nacional de Federações). Sono poi state abbinate tramite sorteggio accoppiando una squadra dell'urna A con una dell'urna E, una della B con una della F, una della C con una della G e una della D con una della H.
Sono stati sorteggiati anche gli accoppiamenti per il secondo turno.
Tra parentesi è indicata la posizione nel Ranking CBF.
| Urna A | Urna B | Urna C | Urna D |
| --- | --- | --- | --- |
| Grêmio (4) Santos (6) San Paolo (7) Internacional (8) Ceará (13) Cruzeiro (14) Atl. Goianiense (16) Chapecoense (17) Vasco da Gama (19) Sport Recife (21)    | Cuiabá (22) Goiás (23) Juventude (24) Vitória (25) Coritiba (26) Avaí (27) CRB (28) Ponte Preta (29) CSA (30) Vila Nova (31)                                             | Sampaio Corrêa (32) Paraná (33) Operário-PR (34) Guarani (35) Criciúma (36) Brasil de Pelotas (37) Náutico (38) Londrina (39) Paysandu (40) Figueirense (41)                     | Oeste (43) ABC (47) Botafogo-SP (48) Tombense (49) Ferroviário-CE (52) Volta Redonda (53) Manaus (55) Juazeirense (59) Brasiliense (63) Grêmio Novorizontino (64)                                                                                |
| Urna E | Urna F | Urna G | Urna H |
| Altos (66) Mirassol (70) Campinense (72) Moto Club (74) São Raimundo-RR (78) Ferroviária (79) Salgueiro (81) Globo (82) União Rondonópolis (83) Sergipe (90) | ASA (91) FC Cascavel (92) Bahia de Feira (93) Atlético de Alagoinhas (97) Rio Branco-AC (98) URT (118) Portuguesa-RJ (122) Castanhal (123) Porto Velho (131) Sousa (143) | Tocantinópolis (146) CEOV (151) Ceilândia (169) Real Noroeste (170) Nova Iguaçu (197) Lagarto (214) Trem (228) Maricá (no ranking) Glória (no ranking) Pouso Alegre (no ranking) | Azuriz (no ranking) Icasa (no ranking) Grêmio Anápolis (no ranking) Tuna Luso (no ranking) Tuntum (no ranking) São Raimundo-AM (no ranking) Fluminense-PI (no ranking) Humaitá-AC (no ranking) Nova Venécia (no ranking) Costa Rica (no ranking) |

### Partite
Nel primo turno le squadre si scontrano in un match unico. In caso di parità al termine dei 90 minuti si qualifica la squadra con il miglior ranking CBF.
| Squadra 1              | Risultato | Squadra 2            |
| ---------------------- | --------- | -------------------- |
| Moto Club              | 3 – 2     | Chapecoense          |
| Icasa                  | 0 – 0     | Tombense             |
| Bahia de Feira         | 2 – 5     | Coritiba             |
| Pouso Alegre           | 2 – 0     | Paraná               |
| Mirassol               | 3 – 2     | Grêmio               |
| Azuriz                 | 1 – 0     | Botafogo-SP          |
| URT                    | 1 – 1     | Avaí                 |
| Ceilândia              | 2 – 0     | Londrina             |
| União Rondonópolis     | 0 – 3     | Atl. Goianiense      |
| Nova Venécia           | 2 – 1     | Ferroviário-CE       |
| Porto Velho            | 1 – 2     | Juventude            |
| Real Noroeste          | 2 – 1     | Operário-PR          |
| Ferroviária            | 0 – 1     | Vasco da Gama        |
| Grêmio Anápolis        | 0 – 0     | Juazeirense          |
| Atlético de Alagoinhas | 1 – 1     | CSA                  |
| Trem                   | 0 – 3     | Paysandu             |
| São Raimundo-RR        | 0 – 3     | Ceará                |
| Tuna Luso              | 1 – 0     | Grêmio Novorizontino |
| ASA                    | 0 – 2     | Cuiabá               |
| Lagarto                | 0 – 0     | Figueirense          |
| Altos                  | 1 – 0     | Sport Recife         |
| Costa Rica             | 0 – 3     | ABC                  |
| Sousa                  | 1 – 1     | Goiás                |
| Nova Iguaçu            | 0 – 0     | Criciúma             |
| Globo                  | 2 – 0     | Internacional        |
| Humaitá-AC             | 2 – 2     | Brasiliense          |
| Rio Branco-AC          | 0 – 0     | Vila Nova            |
| Maricá                 | 0 – 1     | Guarani              |
| Sergipe                | 0 – 5     | Cruzeiro             |
| Tuntum                 | 4 – 2     | Volta Redonda        |
| Portuguesa-RJ          | 1 – 0     | CRB                  |
| CEOV                   | 1 – 2     | Sampaio Corrêa       |
| Campinense             | 0 – 0     | San Paolo            |
| São Raimundo-AM        | 0 – 1     | Manaus               |
| FC Cascavel            | 1 – 0     | Ponte Preta          |
| Tocantinópolis         | 1 – 0     | Náutico              |
| Salgueiro              | 0 – 3     | Santos               |
| Fluminense-PI          | 2 – 0     | Oeste                |
| Castanhal              | 1 – 1     | Vitória              |
| Glória                 | 1 – 0     | Brasil de Pelotas    |

## Secondo turno
Nel secondo turno le squadre si scontrano in un match unico. In caso di parità al termine dei 90 minuti, la vincente verrà decisa tramite i calci di rigore.
| Squadra 1       | Risultato       | Squadra 2      |
| --------------- | --------------- | -------------- |
| Moto Club       | 1 – 1 (2-4 dtr) | Tombense       |
| Pouso Alegre    | 1 – 1 (2-3 dtr) | Coritiba       |
| Azuriz          | 1 – 0           | Mirassol       |
| Avaí            | 1 – 2           | Ceilândia      |
| Atl. Goianiense | 2 – 1           | Nova Venécia   |
| Real Noroeste   | 0 – 1           | Juventude      |
| Juazeirense     | 1 – 1 (4-2 dtr) | Vasco da Gama  |
| CSA             | 4 – 1           | Paysandu       |
| Ceará           | 2 – 0           | Tuna Luso      |
| Figueirense     | 2 – 2 (2-4 dtr) | Cuiabá         |
| ABC             | 1 – 1 (2-4 dtr) | Altos          |
| Goiás           | 1 – 0           | Criciúma       |
| Globo           | 1 – 1 (1-4 dtr) | Brasiliense    |
| Guarani         | 2 – 2 (4-5 dtr) | Vila Nova      |
| Tuntum          | 0 – 3           | Cruzeiro       |
| Portuguesa-RJ   | 2 – 0           | Sampaio Corrêa |
| San Paolo       | 2 – 0           | Manaus         |
| Tocantinópolis  | 2 – 0           | FC Cascavel    |
| Fluminense-PI   | 1 – 1 (4-5 dtr) | Santos         |
| Vitória         | 2 – 0           | Glória         |

## Terzo turno

### Sorteggio
Gli accoppiamenti sono stati determinati tramite sorteggio il 28 marzo 2022 nella sede centrale della CBF a Rio de Janeiro. Le trentadue squadre sono state suddivise in due urne (A e B) in base alla posizione occupata nel Ranking CBF.
Tra parentesi è indicata la posizione nel Ranking CBF.
| Urna A | Urna B |
| --- | --- |
| Flamengo (1) Palmeiras (2) Atlético Mineiro (3) Athl. Paranaense (5) Santos (6) San Paolo (7) Fluminense (9) Corinthians (10) Fortaleza (11) Bahia (12) Ceará (13) Cruzeiro (14) América-MG (15) Atl. Goianiense (16) Botafogo (18) RB Bragantino (20) | Cuiabá (22) Goiás (23) Juventude (24) Vitória (25) Coritiba (26) CSA (30) Vila Nova (31) Remo (42) Tombense (49) Juazeirense (59) Brasiliense (63) Altos (66) Portuguesa-RJ (122) Tocantinópolis (146) Ceilândia (169) Azuriz (no ranking) |

### Partite
Nel terzo turno le squadre si scontrano in match di andata e ritorno. In caso di parità di differenza reti al termine del doppio scontro, la vincente verrà decisa tramite i calci di rigore.
| Squadra 1        | Totale          | Squadra 2        | Andata | Ritorno |
| ---------------- | --------------- | ---------------- | ------ | ------- |
| Goiás            | 2 – 2 (9-8 dtr) | RB Bragantino    | 1 – 2  | 1 – 0   |
| Atl. Goianiense  | 1 – 1 (5-3 dtr) | Cuiabá           | 1 – 1  | 0 – 0   |
| Tombense         | 0 – 4           | Ceará            | 0 – 2  | 0 – 2   |
| Fluminense       | 5 – 2           | Vila Nova        | 3 – 2  | 2 – 0   |
| Bahia            | 1 – 1 (4-3 dtr) | Azuriz           | 0 – 0  | 1 – 1   |
| Juventude        | 2 – 4           | San Paolo        | 2 – 2  | 0 – 2   |
| Portuguesa-RJ    | 1 – 3           | Corinthians      | 1 – 1  | 0 – 2   |
| Ceilândia        | 0 – 6           | Botafogo         | 0 – 3  | 0 – 3   |
| Atlético Mineiro | 4 – 0           | Brasiliense      | 3 – 0  | 1 – 0   |
| Fortaleza        | 4 – 0           | Vitória          | 3 – 0  | 1 – 0   |
| Tocantinópolis   | 2 – 9           | Athl. Paranaense | 2 – 5  | 0 – 4   |
| Palmeiras        | 4 – 2           | Juazeirense      | 2 – 1  | 2 – 1   |
| CSA              | 0 – 5           | América-MG       | 0 – 3  | 0 – 2   |
| Remo             | 2 – 2 (4-5 dtr) | Cruzeiro         | 2 – 1  | 0 – 1   |
| Altos            | 1 – 4           | Flamengo         | 1 – 2  | 0 – 2   |
| Coritiba         | 1 – 3           | Santos           | 1 – 0  | 0 – 3   |

## Ottavi di finale
| Squadra 1        | Totale          | Squadra 2        | Andata | Ritorno |
| ---------------- | --------------- | ---------------- | ------ | ------- |
| Corinthians      | 4 – 1           | Santos           | 4 – 0  | 0 – 1   |
| San Paolo        | 2 – 2 (4-3 dtr) | Palmeiras        | 1 – 0  | 1 – 2   |
| Bahia            | 2 – 4           | Athl. Paranaense | 1 – 2  | 1 – 2   |
| Atl. Goianiense  | 3 – 0           | Goiás            | 0 – 0  | 3 – 0   |
| Fortaleza        | 2 – 1           | Ceará            | 2 – 0  | 0 – 1   |
| Fluminense       | 5 – 1           | Cruzeiro         | 2 – 1  | 3 – 0   |
| América-MG       | 5 – 0           | Botafogo         | 3 – 0  | 2 – 0   |
| Atlético Mineiro | 2 – 3           | Flamengo         | 2 – 1  | 0 – 2   |

## Quarti di finale
| Squadra 1       | Totale | Squadra 2        | Andata | Ritorno |
| --------------- | ------ | ---------------- | ------ | ------- |
| Fortaleza       | 2 – 3  | Fluminense       | 0 – 1  | 2 – 2   |
| Atl. Goianiense | 3 – 4  | Corinthians      | 2 – 0  | 1 – 4   |
| San Paolo       | 3 – 2  | América-MG       | 1 – 0  | 2 – 2   |
| Flamengo        | 1 – 0  | Athl. Paranaense | 0 – 0  | 1 – 0   |

## Semifinali
| Squadra 1  | Totale | Squadra 2   | Andata | Ritorno |
| ---------- | ------ | ----------- | ------ | ------- |
| Fluminense | 2 – 5  | Corinthians | 2 – 2  | 0 – 3   |
| San Paolo  | 1 – 4  | Flamengo    | 1 – 3  | 0 – 1   |

## Finale
| Squadra 1   | Totale          | Squadra 2 | Andata | Ritorno |
| ----------- | --------------- | --------- | ------ | ------- |
| Corinthians | 1 – 1 (5-6 dtr) | Flamengo  | 0 – 0  | 1 – 1   |